# Morski neogeni sprud na Kalemegdanu
Profil morskog neogenog spruda se nalazi u Beogradu, južno od ušća Save u Dunav. To je najseverniji ogranak brdovite Šumadije, a završava se strmim stranama na obalama Save i Dunava. Godine 1969. ovaj profil je stavljen pod zaštitu države kao spomenik prirode.
Slojevi ovih profila su jasno uočljivi kod Zoološkog vrta grada Beograda i ispod Pobednika. Ovi profili Kalemegdana sa Beogradskom tvrđavom čine nerazdvojivu celinu i predstavljaju simbol grada i njegove istorije.

## Geološka struktura
Značaj ovog profila je u tome što omogućava sagledavanje kompleksne geološke strukture na mestu gde je izgrađen Beograd. Otkriveni miocenski sedimenti grade uzdignuće nastalo kretanjem slojeva pod uticajem radijalnih tektonskih pokreta, a ovaj lokalitet predstavlja najstariji stadijum u istoriji nekadašnjeg Panonskog mora. U samom centru Kalemegdanskog uzvišenja nalaze se sedimenti peščara gde je pronađeno više od 50 vrsta fosila mekušaca. Preko njih taloženi su kasniji slojevi spruda, lajtovački krečnjak i lajtovački karbonatni peščar.

## Spoljašnje veze
- Sajt Zavoda za zaštitu prirode
- Beogradska zaštićena prirodna dobra
- Zvanični sajt Beograda